# Constantin Liadov
Constantin Nikolaïevitch Liadov (Константи́н Никола́евич Ля́дов), né le 6/28 mai 1820 à Saint-Pétersbourg et mort le 7/19 décembre 1871 à Saint-Pétersbourg, est un chef d'orchestre russe, compositeur et pianiste. Il est le père d'Anatoli Liadov.

## Biographie
Il naît le 6 mai 1820 dans la famille du maître de chapelle (kapellmeister) de la société philharmonique de Saint-Pétersbourg, Nikolaï Grigoriévitch Liadov (1777-1831). Constantin est baptisé le 8 mai suivant à l'église de la Protection-de-Kolomenskoïé.
Il étudie à partir de mai 1832 à l'école de théâtre de Saint-Pétersbourg, prenant les cours de théorie de la musique à partir de 1834 auprès de Carlo Soliva. Dès 1839, il se produit en public comme compositeur, chef d'orchestre et arrangeur ; en deux ans, six de ses concerts de sa main sont présentés au public dans des théâtres de Saint-Pétersbourg et de Moscou, dont un à Saint-Pétersbourg sur un texte traduit du français par Pavel Fiodorov, l'opérette-vaudeville, La Fille du bourgmestre («Дочь бургомистра»).
Il termine l'école de théâtre en 1841 : « Le musicien Constantin Liadov, issu des élèves de l'école de théâtre - après avoir obtenu son diplôme, entre au service des théâtres impériaux le 23 mars 1841 [...] avec la mission de composer de la musique, d'apprendre aux artistes les partitions de chant, de diriger si nécessaire, d'étudier les partitions au bureau de musique, de corriger les partitions et de signer les textes des partitions de chant ».
Pendant l'été 1843, il prend des vacances à Wilno et à Riga où il fait la connaissance de la famille du marchand Antipov ; plus tard il demande la main de sa fille (l'un des frères Antipov épouse plus tard la sœur cadette de Constantin Liadov, Elena).
En 1849, il est de fait le chef d'orchestre principal de la troupe d'opéra russe et le premier chef d'orchestre principal du théâtre Mariinsky au moment de son ouverture en 1860.
C'est sous la baguette de Liadov que se tiennent la première de l'opéra de Dargomyjski, Roussalka, et les premières des opéras de Serov, Judith et Rogneda, et d'autres encore. Liadov démissionne du Mariinky en 1869 pour raisons de santé. Eduard Nápravník lui succède.
En 1862-1864, il enseigne au conservatoire de Saint-Pétersbourg la théorie de la musique et le solfège et dirige la classe de musique chorale.
Il est l'auteur de la musique de ballet Les Deux sorcières («Две волшебницы»), de la musique pour vaudeville, de romances, de compositions pour piano, etc. Son œuvre la plus célèbre est la fantaisie Près de la rivière, près du pont («Возле речки, возле моста») pour chœur et orchestre. Liadov a fait aussi de l'orchestration de musiques d'autres compositeurs. Il a révisé la musique du ballet Le Diable amoureux pour Marius Petipa.
Liadov est enterré au cimetière orthodoxe Notre-Dame-de-Smolensk de Saint-Pétersbourg. Sa tombe est transférée dans les années 1930 à la nécropole des maîtres des arts de la laure Saint-Alexandre-Nevski à Saint-Pétersbourg.

## Source de la traduction
- (ru) Cet article est partiellement ou en totalité issu de l’article de Wikipédia en russe intitulé « Лядов, Константин Николаевич » (voir la liste des auteurs).